# گزخون (دیر)
گَزخون، روستایی است از توابع بخش بردخون در شهرستان دیر استان بوشهر ایران.

## جمعیت
این روستا در دهستان بردخون قرار دارد و بر اساس سرشماری سال ۱۳۸۵ آمار رسمی جمعیت روستا ۲۴نفر (۴خانوار) می‌باشد.